# Hermann Süssmann
Hermann Süssmann (Nagyszeben, 1851. május 22. – Nagyszeben, 1906. január 2.) orvosdoktor, megyei főorvos.

## Élete
A nagyszebeni főgimnázium elvégzése után 1869-től 1875-ig orvosi tudományokat hallgatott a heidelbergi és bécsi egyetemen. 1875 májusában a nagyszebeni polgári kórháznál másod-, 1882-ben főorvos lett. 1887. január 1-jén Bethlen András szebeni főispán kinevezte megyei főorvossá.
Orvosi cikkei felsorolva a Trausch-Schuller Schrifsteller-Lexikonában.

## Munkái
- Rückblick auf die Entwickelung des Franz Josef Bürger-Spitals in Hermannstadt. Hermannstadt, 1888.
- Streiflichter zur Sanitätswesen in Ungarn. Uo. 1890.
- Über gute und schlechte Luft. Uo. 1890.
- Erste Hilfe bei Unglücksfällen. Uo. 1891.
- Über Nutzen und Aufgabe der Bäder. Uo. 1892.
- Wie schützen wir uns vor der Lungentuberkulose. Uo. 1893.
- Melyek a közigazgatás feladatai a fertőző betegségeknek a falusi lakosság közt való fellépésekor? Bpest, 1893. (Különny. a M. orvosok és természetvizsgálók XXVI. Munkálataiból.)
- Sanitäts- und Armenwesen. Uo. 1894.
- Über die Infektionskrankheiten und deren Abwehr. Uo. 1894.
- Pflege der Kinder in den ersten Lebensjahren. Hygienische Briefe an eine Pfarrerin. Uo. (I. u. II. Brief 1895., III. Brief. 1896., IV. Brief. 1897.)
- Erste Hilfe bei Unglücksfällen. Wegweiser. Uo. 1898. (Rumenul is megjelent. Uo. 1898.)
- Zur Prophylaxis der Lungentuberkulose. Uo. 1899-1900. Két rész.